# Coorte (statistica)
In scienze statistiche e demografiche, la coorte (altrimenti chiamata colloquialmente scaglione o contingente) indica un insieme di individui, facenti parte di una popolazione comunque predefinita, caratterizzati dall'aver sperimentato uno stesso evento in un periodo predefinito.
Un esempio di coorte sono i nati in un determinato anno. Negli studi statistici si tende ad evidenziare, per coorti predefinite, i parametri che misurano un fenomeno socioeconomico.